# Municipio de Ipswich
El municipio de Ipswich (en inglés: Ipswich Township) es un municipio ubicado en el condado de Edmunds en el estado estadounidense de Dakota del Sur. En el año 2010 tenía una población de 58 habitantes y una densidad poblacional de 0,64 personas por km².

## Geografía
El municipio de Ipswich se encuentra ubicado en las coordenadas 45°28′8″N 99°2′25″O / 45.46889, -99.04028. Según la Oficina del Censo de los Estados Unidos, el municipio tiene una superficie total de 90.83 km², de la cual 90,76 km² corresponden a tierra firme y (0,08 %) 0,07 km² es agua.

## Demografía
Según el censo de 2010, había 58 personas residiendo en el municipio de Ipswich. La densidad de población era de 0,64 hab./km². De los 58 habitantes, el municipio de Ipswich estaba compuesto por el 100 % blancos. Del total de la población el 0 % eran hispanos o latinos de cualquier raza.